# فطريات اقترانية
الفطريات الاقترانية أو الزيجوتية أو اللاقحية وأشهرها فطر عفن الخبز تعيش مترممة على بقايا المواد العضوية في التربة والماء وقليل منها متطفل اختياريا. لا تحتوي هذه الفطريات على جدر مستعرضة (مدمج خلوي) متعدد الأنوية، تحتوي جدرها مادة الكيتين.
تتكاثر هذه الفطريات جنسيا بواسطة اللاقحة (زيجوت) والتي تتميز بقدرتها الكبيرة على التحمل والتكيف بسبب جدار سميك يحيط بها.

## اقرأ أيضًا
- فطريات طحلبية